# Sericoides convexa
Sericoides convexa är en skalbaggsart som beskrevs av Germain 1863. Sericoides convexa ingår i släktet Sericoides och familjen Melolonthidae. Inga underarter finns listade i Catalogue of Life.